# Apatophysis danczenkoi
Apatophysis danczenkoi är en skalbaggsart som beskrevs av Aleksandr Sergeievich Danilevsky 2006. Apatophysis danczenkoi ingår i släktet Apatophysis och familjen långhorningar.
Artens utbredningsområde är Iran. Inga underarter finns listade i Catalogue of Life.